# Masilios

Numidia circa 220 a. C.

Los masilios (en latín: massyli), también llamados mesulios, fueron una federación norteafricana de tribus localizados en la Numidia oriental, que fue formada por una amalgama de pequeñas tribus durante el siglo IV a. C. y dirigida por un caudillo o monarca que actuaba como primus inter pares al ser escogido de entre los diferentes líderes tribales. La federación de los pueblos masilios tenía por vecinos a dos poderosos Estados: por un lado en una vagamente definida frontera occidental se encontraba el también reino númida de los masesilos, y por el otro, en la frontera oriental delimitada por el río Tusca, se encontraba el poderoso Estado púnico. 
Sus relaciones con Cartago se asemejaban a la de un protectorado. Cartago mantuvo su dominación sobre los masilios a través de hábiles maniobras diplomáticas, con las que los dejaba fuera de juego potenciando la rivalidad entre tribus dentro del reino. Las principales ciudades masilias fueron Zama, Dougga y la capital, Cirta.

## Participación en las guerras púnicas
Prácticamente la totalidad de la información que ha llegado hasta nuestros días acerca de los masilios se debe a su contacto con dos relevantes potencias mediterráneas: Roma y Cartago. Estos dos imperios entrarían en guerra al darse un conflicto de intereses por el control de la valiosa ínsula de Sicilia, y se verán obligados en cierta manera a entrar en contacto con otros reinos y Estados con el propósito de ganarse su apoyo; de ello quedaría constancia en las diferentes fuentes romanas y púnicas, aunque desgraciadamente hoy en día solo podemos contar con las primeras tras la destrucción de Cartago al final de la tercera guerra púnica.
Importantes historiadores y geógrafos clásicos como Tito Livio, Estrabón o Plinio el Viejo harán mención en sus obras a los diferentes pueblos y reinos que habitaban el norte del continente africano, entre los que podemos encontrar a Mauritania y una Numidia dividida entre los reinos masesilios y masilios.

### Papel en la primera guerra púnica
Entre las huestes de mercenarios que componían el ejército cartaginés se encontraban los temibles jinetes númidas, cuya capacidad de hostigar y desgastar a las fuerzas enemigas desde la distancia les convirtió en una de las más destacadas unidades de caballería del Mediterráneo en la antigüedad. Pese a ello la guerra se resolvería con la victoria de las fuerzas romanas, decretando estos sus términos para la paz en el célebre Tratado de Lutacio.
Además de a dichas condiciones los cartagineses tuvieron que hacer frente a su vez a una guerra civil conocida como la Guerra de los Mercenarios, la cual enfrentaría al Estado púnico contra los mismos mercenarios que habían luchado bajo su estandarte durante la guerra. El motivo del conflicto podemos atribuirlo a la incapacidad económica de Cartago de otorgarle su salario a la agitada hueste mercenaria al encontrarse sus arcas vacías tras la ardua disputa con Roma.
Aun así durante la contienda un grupo de guerreros númidas dirigido por Naravas deserta del bando rebelde y se une al cartaginés. Las acciones de estos combatientes resultarían decisivas en la defensa del campamento del general Amílcar Barca frente a las huestes mercenarias, el cual una vez finaliza el conflicto entrega la mano de su hija al sagaz caudillo masilio en señal de agradecimiento.

### Papel en la segunda guerra púnica
En 218 a. C. estalla una nueva guerra entre cartagineses y romanos. Los masilios liderados por el príncipe Masinisa, hijo del rey Gaia, se aliaron con las fuerzas cartaginesas tras serle prometida la mano de Sofonisba, hija de Asdrúbal Giscon, al joven príncipe; mientras que los masesilios gobernados por el rey Sifax se unieron a la causa romana.
Gaia envía a su hijo como comandante de una importante hueste de jinetes númidas contra el ejército de Sifax, produciéndose una larga y cruenta batalla que se saldaría con la victoria de un joven Masinisa y la muerte de aproximadamente treinta mil masesilios. Tras perseguir y aniquilar al resto de las tropas, el ejército masilio marcha hacia la península ibérica con el objetivo de participar en las diferentes campañas de Asdrúbal en dicho territorio.
Posteriormente en el año 206 a. C. los masesilios comienzan a hostigar de nuevo al Estado púnico, a lo que el Consejo de los Cien responde decidiendo entregar a Sofonisba, sin el consentimiento de Asdrúbal o Masinisa, al rey Sifax con el propósito de evitar más conflictos y atraerlos a la causa cartaginesa. Habiendo sido traicionada la promesa al ya rey masilio, este deserta del bando cartaginés y tras una serie de conversaciones con Escipión se une a la causa romana, participando en diferentes confrontaciones contra Cartago que desembocarían en la célebre batalla de Zama.
La victoria romana sobre los cartagineses daría lugar a que el rey Masinisa se convirtiese en el principal aliado de Roma y recibiese como tal los territorios de la Numidia occidental que anteriormente habían pertenecido al rey Sifax y los masesilios; el monarca masilio también realizaría una serie de incursiones sobre el territorio cartaginés y lograría anexionarse parte de su territorio, lo cual sería uno de los principales catalizadores de la tercera guerra púnica y la consecuente destrucción de Cartago. Finalmente podríamos afirmar que en el año 202 a. C. los territorios masilios y masesilios se fusionan en un único reino númida que Masinisa gobernaría hasta su muerte alrededor del año 148 a. C.

## Conflicto sucesorio
El rey Gaia fallece durante los últimos instantes de la segunda guerra púnica y es sucedido en el trono por su hermano Desalces, también conocido como Isalac o Asalces, el cual no gobernaría durante mucho tiempo y sería relevado por su hijo Capusa. Poco después de ser nombrado rey sucede una rebelión encabezada por Mezetulo, también de sangre real, que acabaría con la vida del rey Capusa en una cruenta batalla.
Sorprendentemente Mezetulo no se proclama monarca de la Numidia oriental, sino que se contenta con denominarse pretor de Lacumaco, hermano menor de Capusa y gobernante del reino masilio; aun así con el objetivo de mantener su autoridad se casa con la viuda de Desalces, que a su vez era sobrina de Aníbal, y decide enviar emisarios al monarca masesilio Sifax pretendiendo establecer una alianza con él.
Cuando a Masinisa le llegan las noticias de la muerte de su tío y la usurpación de Mezetulo regresa al norte de África dirigiéndose en primer lugar a la Mauritania, donde el rey Boco le otorgará cuatro mil hombres para regresar al reino masilio. Adentrándose en la Numidia se encuentra con Lacumaco, el cual se dirigía a la corte de Sifax para establecer la alianza anteriormente mencionada y tras un breve diálogo se producirá una rápida batalla que terminará con la retirada de Lacumaco a la ciudad de Tapsa.
Finalmente al enterarse del regreso de Masinisa muchos númidas acuden a unirse a su bando que, en conjunción con sus guerreros mauritanos, conforman una fuerza lo suficientemente capaz como para presentar batalla a las huestes conjuntas de Mezetulo y Lacumaco. Masinisa lograría una victoria absoluta y recobraría el trono que anteriormente había pertenecido a su padre.